# Baden Powell (guitariste)
Pour les articles homonymes, voir Baden Powell, Powell et Aquino (homonymie).
Ne doit pas être confondu avec Robert Baden-Powell.
 (janvier 2017).
Si vous disposez d'ouvrages ou d'articles de référence ou si vous connaissez des sites web de qualité traitant du thème abordé ici, merci de compléter l'article en donnant les références utiles à sa vérifiabilité et en les liant à la section « Notes et références ».
Baden Powell de Aquino, dit Baden Powell, né le 6 août 1937 à Varre-Sai (État de Rio de Janeiro) et mort le 26 septembre 2000 à Rio de Janeiro, est un guitariste et compositeur brésilien.

## Biographie
Métis descendant de noirs africains, d'Indiens du Brésil et de Portugais, Baden Powell de Aquino nait le 6 août 1937 à Varre-Sai. Il a pour prénom le patronyme du fondateur du scoutisme Lord Robert Baden-Powell dont ses parents étaient admirateurs,. Son père, Lilo, violoniste reconnu, l'initie à la musique. À sept ans il commence la guitare classique. À quatorze ans, il obtient le diplôme du conservatoire de Rio de Janeiro, formé par son professeur, Jaime Florence.
Il devient professionnel en 1952, à quinze ans ; son talent pour la composition est reconnu à seize ans.
Il rencontre les poètes Vinícius de Moraes et Paulo César Pinheiro qui inspirent ses compositions, devenues des standards.
En 1966, son album Tristeza on Guitar rencontre un succès international. En 1967, il conquiert le public aux concerts des Berliner Jazztage en Allemagne. En 1970, il crée le Baden Powell Quartet et effectue sa première tournée en Europe et au Japon. Le succès se confirme, de par la qualité de ses improvisations et de ses expériences musicales. Son style se personnalise. Il relie le jazz et la samba, faisant naître un nouveau langage né de l'alliance entre les musiques afro-brésiliennes et européennes, et il introduit des modulations baroques qui lui sont propres. Ce style se retrouve dans ses enregistrements, de grande qualité.
Vers le milieu des années 1970, des problèmes de santé le contraignent à réduire concerts et enregistrements.
En 1981, il est, quatre semaines durant, guitariste et chanteur au Palais des glaces à Paris.
En 1983, il s'installe avec sa femme et ses deux fils, Philippe Baden Powell et Louis Marcel, à Baden-Baden en Allemagne, durant quelques années dans une sorte de retraite. Il réapparaît toutefois en Europe en solo lors de concerts appréciés.
Il revient au Brésil en 1989 tout en continuant à donner de rares concerts dans le monde, et enregistre l'album Rio das Valsas, auquel la  maturité confère une atmosphère particulière. Il forme ses deux fils à la musique. Son disque ultime, Lembranças, paraît en mai 2000 et témoigne encore de son statut de grand maître de la guitare brésilienne.
Il meurt le 26 septembre 2000 à Rio de Janeiro.

## Discographie

### Albums
| Titre                                                                      | Année | Label discographique         |
| -------------------------------------------------------------------------- | ----- | ---------------------------- |
| Monteiro de Souza e Sua Orquestra Apresentando Baden Powell e Seu Violão   | 1961  | Philips                      |
| Um Violão Na Madrugada                                                     | 1961  | Philips                      |
| A Vontade                                                                  | 1963  | Elenco                       |
| Baden Powell Swings with Jimmy Pratt                                       | 1963  | Elenco                       |
| Le Monde musical de Baden Powell, Vol. 1                                   | 1964  | Barclay                      |
| Billy Nencioli + Baden Powell                                              | 1965  | Barclay/Polygram             |
| Tristeza on Guitar                                                         | 1966  | MPS/Saba                     |
| Ao Vivo No Teatro Santa Rosa [live]                                        | 1966  | Elenco                       |
| Os Afro Sambas de Baden e Vinicius                                         | 1966  | Forma                        |
| Tempo Feliz                                                                | 1966  | Forma/Polygram               |
| Poema on Guitar                                                            | 1968  | MPS/Saba                     |
| Fresh Winds                                                                | 1969  | United Artists               |
| 27 Horas de Estudio                                                        | 1969  | Elenco                       |
| Le Monde musical de Baden Powell, Vol. 2                                   | 1969  | Barclay                      |
| Canto on Guitar                                                            | 1970  | MPS/Saba                     |
| Os Cantores Da Lapinha [As Musicas De Baden Powell E Paulo Cesar Pinheiro] | 1970  | Elenco                       |
| Solitude on Guitar                                                         | 1971  | Columbia                     |
| Baden Powell Quartet, Vol. 1-3 (coffret de 3 LP)                           | 1970  | Barclay                      |
| Baden Powell - Live in Japan '70                                           | 1971  | Barclay                      |
| E de Lei                                                                   | 1972  | Philips                      |
| Images on Guitar (live)                                                    | 1973  | MPS/Canyon Records/BASF Sys. |
| Estudos                                                                    | 1974  | MPS/Saba                     |
| Apaixonado                                                                 | 1975  | MPS/Saba                     |
| The Frankfurt Opera Concert 1975 (live)                                    | 1975  | Tropical Music               |
| Nosso Baden                                                                | 1980  | WEA                          |
| Melancolie                                                                 | 1985  | Accord                       |
| Seresta Brasileira                                                         | 1988  | Milestone                    |
| Samba triste                                                               | 1989  | Accord                       |
| Bossa Nova Guitarra Jubileu                                                | 1993  | Saludos Amigos               |
| Three Originals                                                            | 1993  | MPS/Polygram                 |
| Baden Powell                                                               | 1993  | MPS                          |
| Rio Das Valsas                                                             | 1994  | Alex                         |
| Guitar Pieces                                                              | 1994  | Etcetera                     |
| Live in Hamburg                                                            | 1995  | Acoustic Music               |
| Guitar Music                                                               | 1995  | Etcetera/Qualiton            |
| Live in Rio                                                                | 1996  | Iris                         |
| Os Afro Samba                                                              | 1996  | Iris                         |
| Felicidade                                                                 | 1996  | Adda                         |
| Live in Rio                                                                | 1996  | Iris                         |
| Os Afro Sambas                                                             | 1996  | Iris                         |
| Felicidade                                                                 | 1996  | Adda                         |
| Rio Das Valsas                                                             | 1996  | Iris                         |
| Mestres Da MPB                                                             | 1996  | WEA Latina                   |
| Baden Powell a Paris                                                       | 1996  | Rge                          |
| Baden Powell                                                               | 1997  | Musidisc                     |
| A Vontade                                                                  | 1997  | Polygram Brazil              |
| Guitar Artistry of Baden Powell                                            | 1998  | Dom                          |
| Baden Powell de Aquino                                                     | 2001  | Iris                         |
| Lembrancas                                                                 | 2001  | Trama                        |
| De Rio à Paris                                                             | 2003  | Body & Soul                  |
| Frémeaux and Associates Recordings 1994-1996                               | 2003  | Frémeaux & Associés          |
| O Universo Musical de Baden Powell                                         | 2003  | Sunnyside                    |
| Rio das Valsas                                                             | 2003  | Iris                         |
| Live in Montreux                                                           | 2004  | Frémeaux & Associés          |
| Le Monde musical de Baden Powell                                           | 2005  | Universal                    |
| At the Rio Jazz Club (live)                                                | 2005  | Iris                         |
| Baden Live a Bruxelles                                                     | 2005  | Sunnyside                    |
| Musica                                                                     | 2005  | WEA International            |

Avec Herbie Mann
- Do the Bossa Nova with Herbie Mann (Atlantic, 1962)
- Latin Fever (Atlantic, 1964)

Avec Stéphane Grappelli
- La Grande Réunion (Festival, 1974)